# Risi Competizione

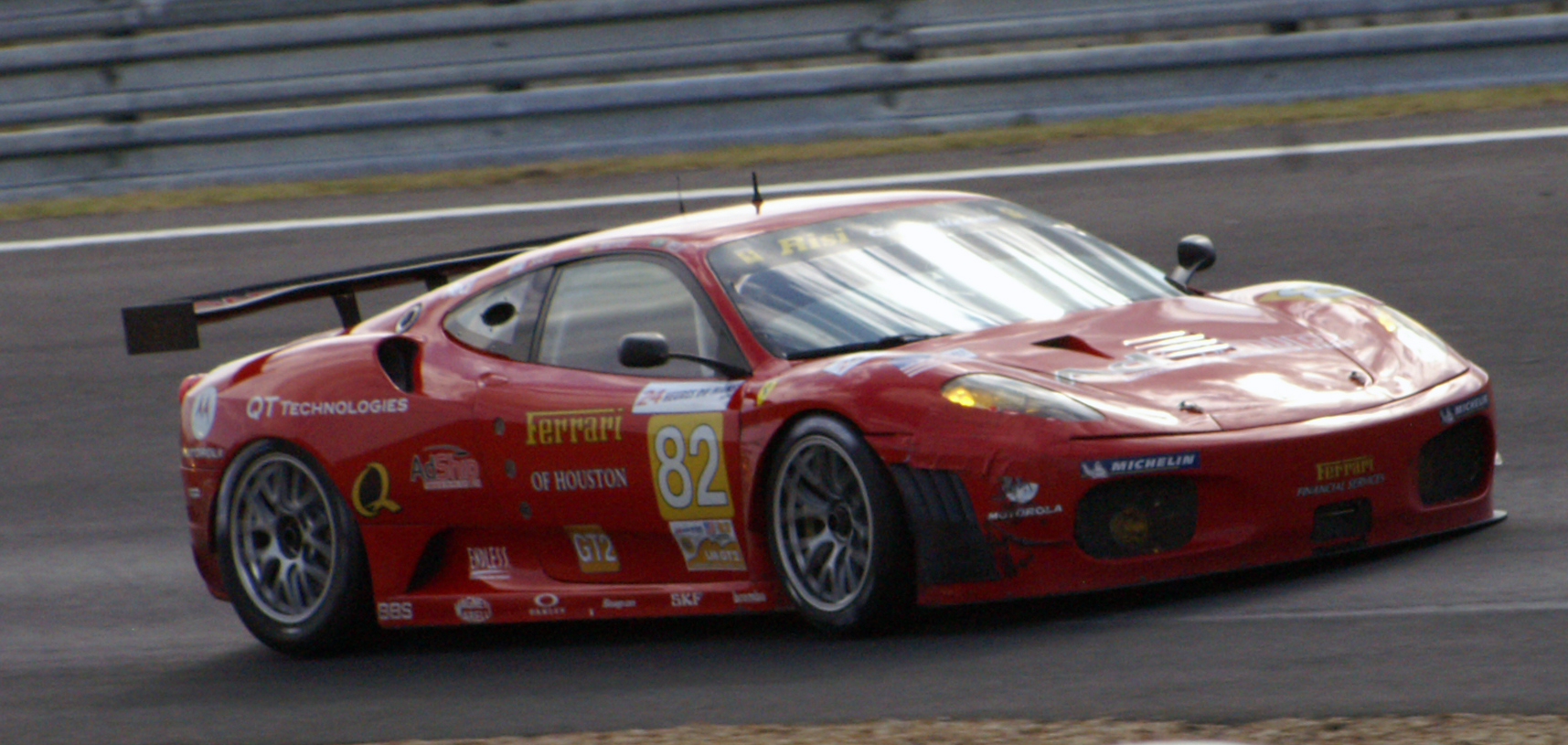
Ferrari F430

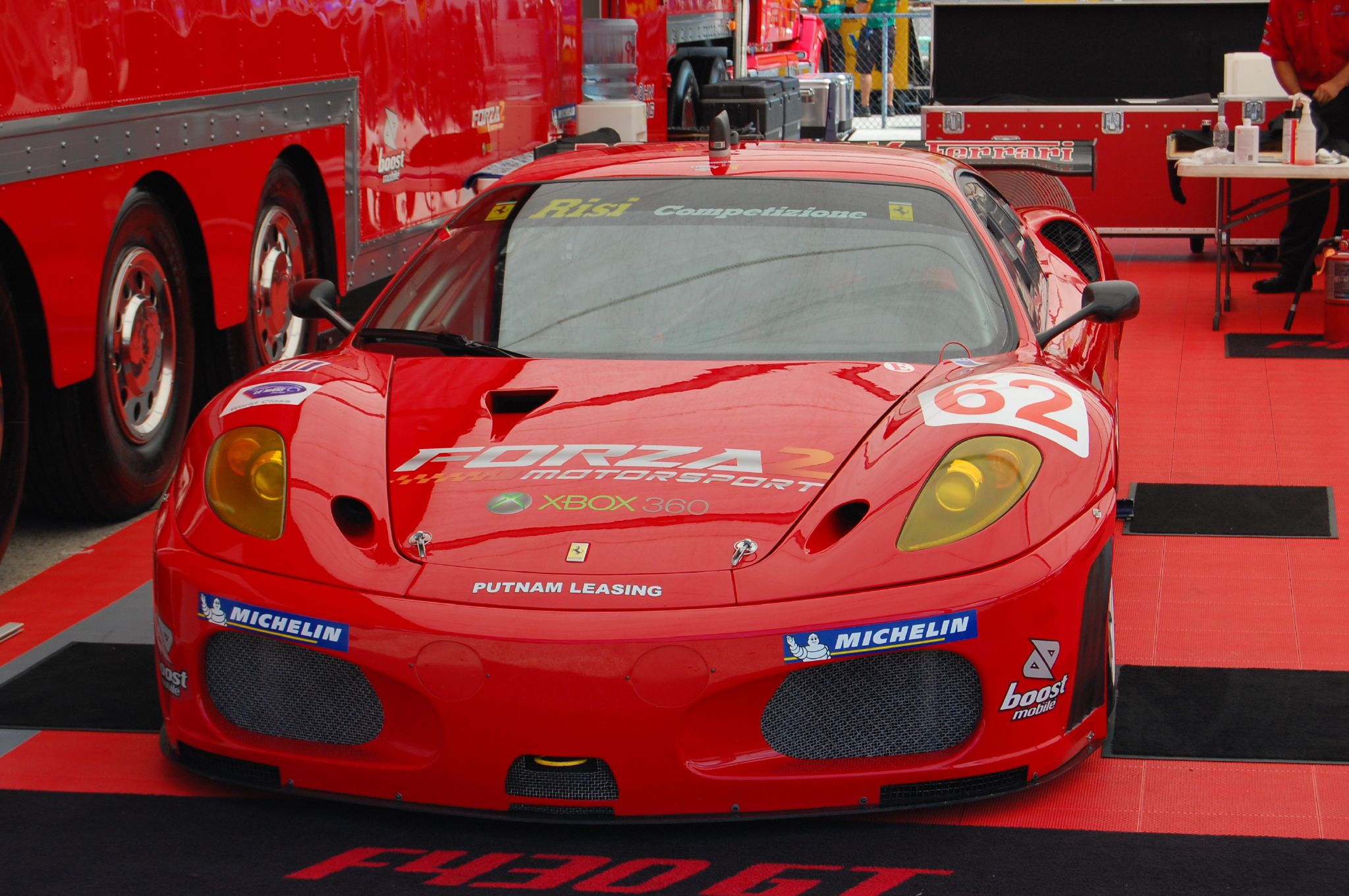
Road America 2007

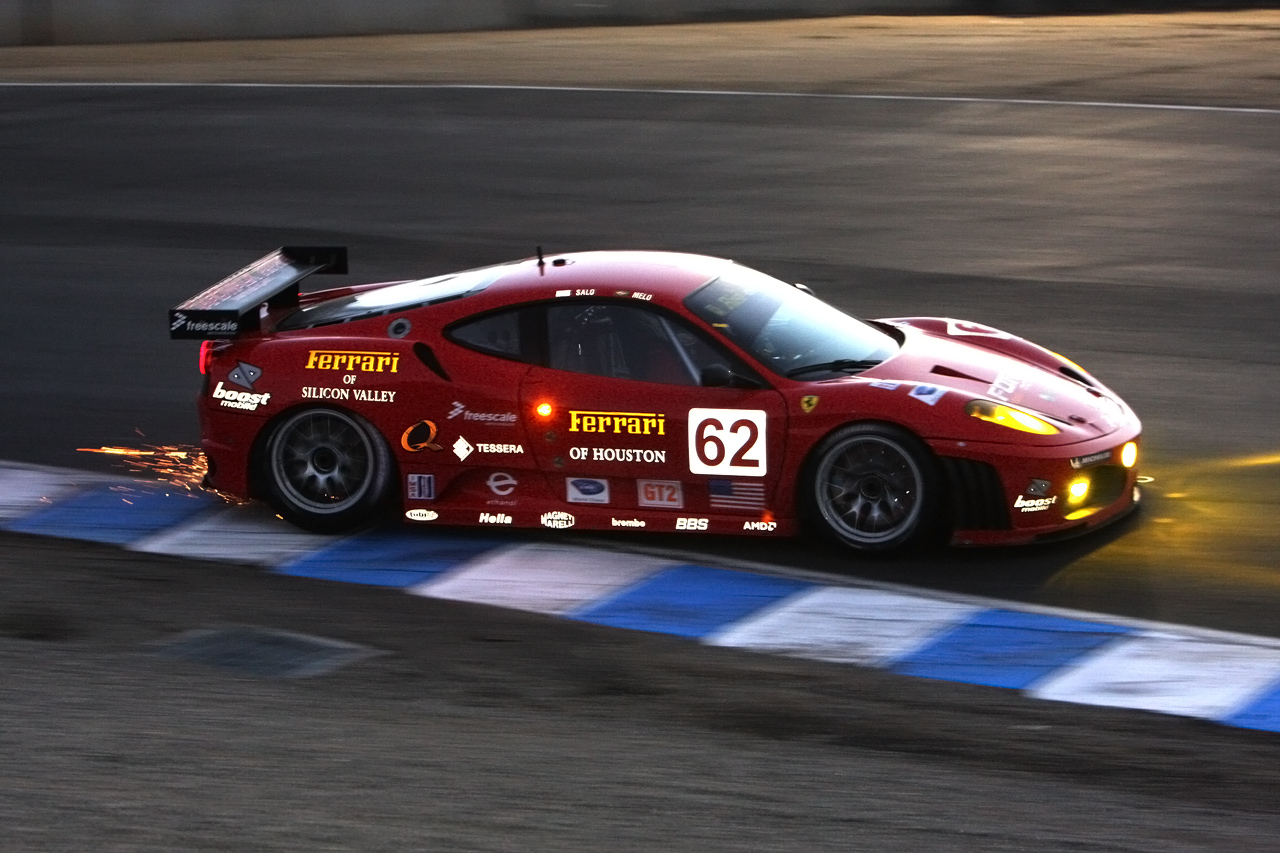
Laguna Seca 2007

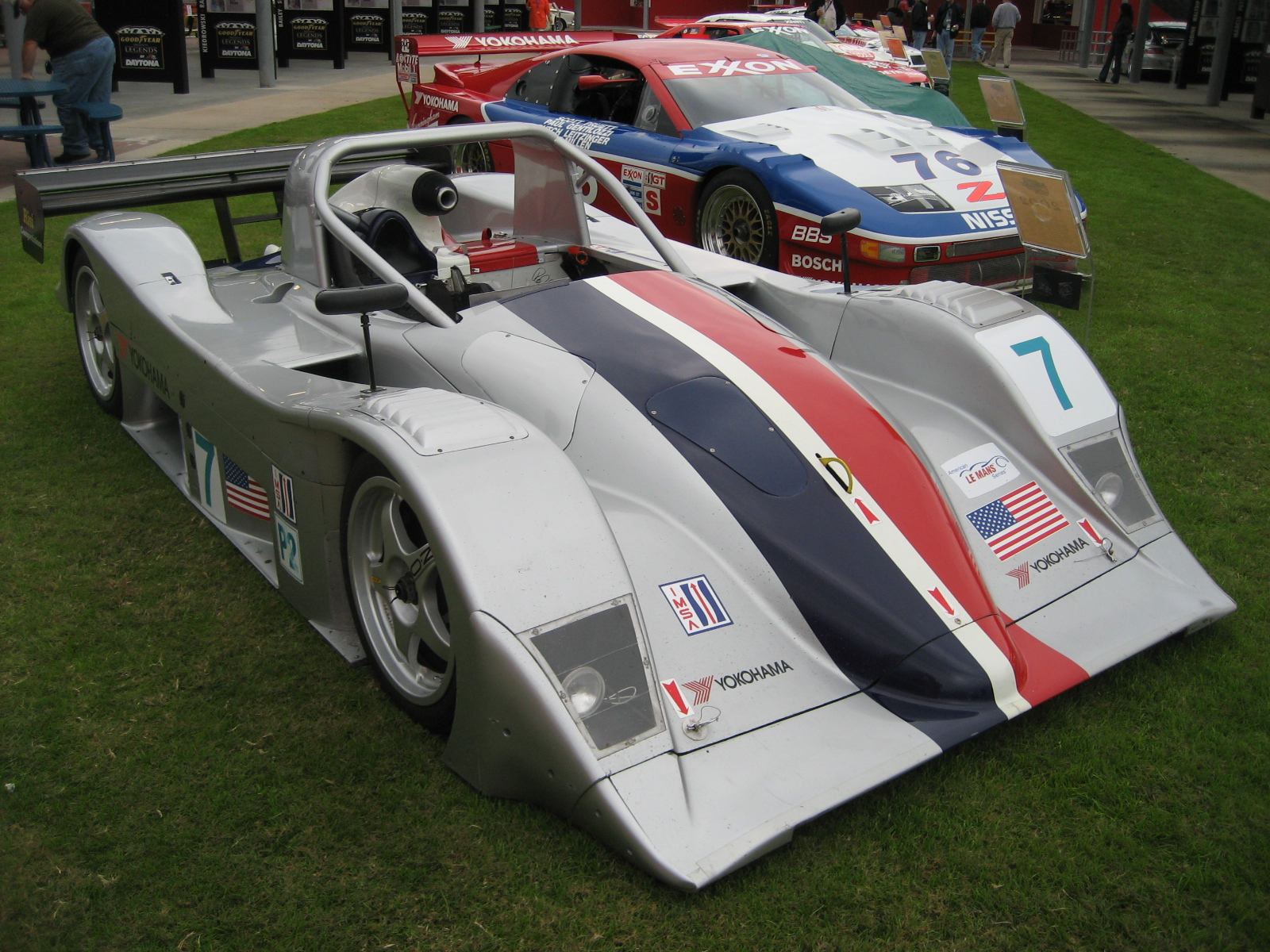
La Lola B2K/40

Risi Competizione, auparavant Doyle-Risi Racing est une écurie automobile américaine fondée par Giuseppe Risi en 1997 et basée à Houston (Texas). L’écurie naît de l'association du Doyle Racing. En 1998, l'écurie s'engage en championnat IMSA GT avec une Ferrari 333 SP. En parallèle, elle dispute les 24 Heures du Mans, où elle obtient une huitième place au classement général et une victoire en catégorie LMP1.
En 1999, l'écurie américaine découvre l'American Le Mans Series, championnat où l'écurie remportera le plus de succès, dont deux titres équipes dans la catégorie GT2 en 2006 et 2007, ainsi qu'un titre pilote cette même année. En outre, Risi Competizione remporte par deux fois les 12 Heures de Sebring en catégorie GT2, en 2007 et 2009. Durant cette période l'écurie remporte deux nouvelles victoires de catégorie (GT2) aux 24 Heures du Mans en 2008 et 2009. Ces titres et victoires sont tous acquis avec la Ferrari F430 GTC. En parallèle, un partenariat voit le jour en 2002 avec l'écurie Rand Racing, pour le championnat Grand American Road Racing. L'association est fructueuse, la Lola B2K/40 remporte la totalité des dix manches dans la catégorie SRPII.
À la suite de la fusion de l'American Le Mans Series et du Rolex Sports Car Series, une nouvelle série voit le jour : le United SportsCar Championship. L'écurie y évolue actuellement en catégorie GTLM avec une Ferrari 488 GTE.

## Historique
L'écurie voit le jour grâce à un partenariat entre le Doyle Racing, qui souhaitait remplacer ses vieillissantes voitures Riley & Scott et Giuseppe Risi, propriétaire de la concession Ferrari of Houston. Le premier nom de l'écurie américaine était ainsi avant que Giuseppe Risi prenne le contrôle intégral de l’équipe en la rebaptisant Risi Competizione en 2000.

### Premiers succès en IMSA GT et victoire en catégorie LMP1 aux 24 Heures du Mans (1998)
En 1998, l'association Doyle-Risi Racing permet l'engagement de deux Ferrari 333 SP en championnat IMSA GT et d'une pour les 24 Heures du Mans. À Sebring, la Ferrari pilotée par Wayne Taylor, Eric van de Poele et Fermín Vélez se classe sixième mais ne franchit pas la ligne d'arrivée,à cause d'un incendie survenu en fin de course. Près d'un mois plus tard, à Las Vegas, avec Taylor et van de Poele, l'écurie obtient la première victoire de son existences. La Ferrari s'impose devant la Panoz Esperante GTR-1 officielle d'Andy Wallace et David Brabham pour moins d'une seconde.
En parallèle, l'écurie dispute les 24 Heures du Mans. L'équipe voit le retour de Fermín Vélez. La Ferrari 333 SP s'impose dans la catégorie LMP1 et se classe huitième du classement général. À Road Atlanta, l'écurie ne peut faire mieux que quatrième (troisième de la catégorie). Sixième à Mosport, la Ferrari abandonne sur accident à Sebring. Lors du Petit Le Mans, l'équipage composé habituellement de van de Poele et Taylor, est renforcé par Emmanuel Collard. La course est dominée par la Porsche 911 GT1-98 officielle, mais cette dernière subit un accident très spectaculaire et inhabituel. Le Risi Competizione qui est resté en embuscade, s'impose pour la seconde fois de la saison et remporte la première édition de cette course,. À Laguna Seca, van de Poele et Taylor termine sixième.

### American Le Mans Series (1999-2013)

#### Première saison (1999)
En janvier, l'écurie Doyle-Risi Racing engage une Ferrari 333 SP aux 24 Heures de Daytona, première manche du United States Road Racing Championship. La voiture est pilotée par Allan McNish, Didier de Radiguès, Max Angelelli et Wayne Taylor. La séance de qualifications est encourageant, avec une troisième place sur la grille à la clé. En course, la Ferrari termine deuxième, à deux tours des vainqueurs : la Riley & Scott Mk III-Ford de Dyson Racing,,.
Après l’expérience de Daytona, l'écurie participe au nouveau championnat American Le Mans Series. L'écurie engage deux Ferrari 333 SP aux 12 Heures de Sebirng dans l'unique catégorie de sport-prototype, dénommée : LMP. La voiture no 12, pilotée par Alex Caffi, Juan Manuel Fangio II, Wayne Taylor, et Max Angelelli se qualifie en sixième position sur la grille, juste devant la voiture sœur, la no 11, pilotée par Didier de Radiguès, Max Angelelli (inscrit sur les deux autos) et Anthony Lazzaro. La no 12 termine à la sixième place du classement général et de la catégorie LMP après 294 tours parcourus. La no 11 parcourt 28 tours et abandonne sur casse moteur,. La manche suivante a lieu sur le circuit de Road Atlanta. L'écurie ne garde que quatre pilotes pour les manches sprint. Angelelli et de Radiguès pilote la no 11, quand la no 12 est pilotée par Caffi et Taylor. La no 11 se classe quatrième à l'issue de la course, la no 12 termine deux places derrière. À Mosport, les deux autos sont à nouveau distancées par les Panoz LMP-1 Roadster S et les Riley & Scott Mk III et réalisent une course anonyme en terminant aux cinquième (la no 11) et septième rang (la no 12), mais premier des écurie équipées du même châssis,. Au Grand Prix de Sonoma, la Ferrari no 11 se classe une nouvelle fois (dixième) devant la no 12 à l'issue de la course. Cette dernière ayant été accidentée pendant la deuxième partie de la course. Début août, à l'occasion du Grand Prix de Rose City, les Ferrari termine la course, devancées une nouvelle fois par les Panoz, les Riley & Scott et les BMW V12 LMR. La no 11 se classe neuvième, tandis que la no 12 tombe en panne d'essence peu avant la fin de la course.
En septembre, à l'occasion de Petit Le Mans, les équipages voient l'arrivée de Xavier Pompidou sur la no 11 et de Andrea Montermini l'autre voiture. Les deux Ferrari se qualifie en dixième (no 12) et onzième position (la no 11) sur la grille. Le lendemain, aucune des deux autos ne voit l'arrivée : la no 12 renonçant sur problème électrique et la no 11 sur accident,. En octobre, lors du Monterey Sports Car Championships, la Ferrari de Caffi et Taylor se classe au porte du top cinq, tandis que la no 11 abandonne sur ennuis de boîte de vitesses. Lors de la finale qui a lieu à Las Vegas, les Ferrari entre toutes les deux dans le top dix pour la troisième fois cette saison (septième place pour la no 12 et huitième place pour la no 11). Pour ces débuts en American Le Mans Series, l'écurie obtient la quatrième place finale de la catégorie LMP avec 99 points glanés,.

#### Retour en catégorie GT (2002)
En 2002, le développement de la Ferrari 360 Modena GT permet à Risi Competizione d'effectuer son retour en American Le Mans Series lors des courses de Laguna Seca (2e place en catégorie GT) et du Petit Le Mans (3e place en catégorie GT).

#### Vice-champion sans victoires (2003)
Risi Competizione dispute l'intégralité du championnat avec la Ferrari 360 Modena GT et se classe en 2e position du classement des écuries de la catégorie GT derrière l'intouchable équipe Alex Job Racing et ses Porsche 911 GT3-RS.

#### Première victoire et cinquième place finale (2004)
Risi Competizione engage à nouveau une Ferrari 360 Modena GT en American Le Mans Series et l'équipe américaine remporte sa première victoire en catégorie GT lors de la course de Lime Rock. Le reste de la saison est plus compliqué et Risi Competizione doit subir la domination des Porsche 911 engagées par les autres équipes américaines. Risi Competizione se classe en 5e position du classement des écuries de la catégorie GT.

#### Passage en catégorie GT1 avec une voiture non homologuée
Risi Competizione engage, en partenariat avec l'équipe officielle Maserati Corse, la Maserati MC12 dans la catégorie GT1 de l'American Le Mans Series. Du fait de sa non-homologation, la Maserati MC12 dispute l'intégralité des courses du championnat mais n'est pas autorisée à marquer des points au classement de la catégorie GT1.

#### Retour en GT2 avec la nouvelle Ferrari F430 GTC (2006-2010)

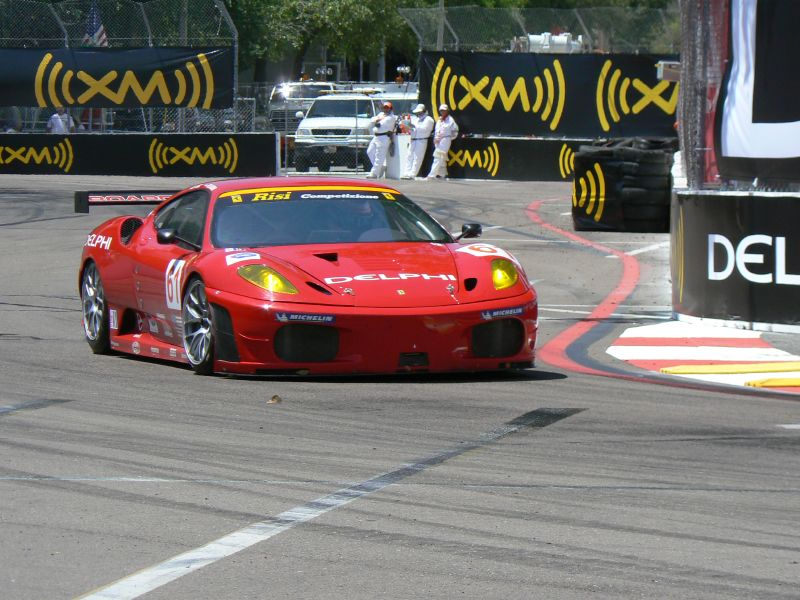
St. Petersburg 2008

C'est à partir de 2006 et l'arrivée de la nouvelle Ferrari F430 GTC que Risi Competizione va véritablement s'affirmer comme une des meilleures équipes de la catégorie Grand Tourisme aux États-Unis. De 2006 à 2010 avec la F430 GTC, Risi Competizione remporte 17 victoires en catégorie GT2 de l'American Le Mans Series (dont 3 victoires aux 12 Heures de Sebring en 2007, 2009 et 2010 et 2 victoires au Petit Le Mans en 2008 et 2009), le classement écuries de la catégorie GT2 en 2006 et 2007 et le classement pilotes de la catégorie GT2 en 2007 avec le duo Mika Salo et Jaime Melo.
Toujours dans la catégorie GT2, l'équipe obtient la consécration au niveau international en remportant la victoire aux 24 Heures du Mans en 2008 (Jaime Melo, Mika Salo et Gianmaria Bruni)

##### Nouvelle victoire aux 24 Heures du Mans (2009)
En février 2009, deux Ferrari F430 GTC sont présentes sur la liste des engagés. Pour la troisième année consécutive, l'association avec Krohn Racing est renouvelée. La Ferrari du Krohn Racing sera pilotée par Tracy Krohn, Niclas Jönsson et Eric Van de Poele,. Début mars, l'écurie confirme Pierre Kaffer aux côtés de Jaime Melo pour piloter la Ferrari aux 12 Heures de Sebring. Le pilotage de la F430 GTC n'est pas inconnu pour Kaffer, puisque l'Allemand l'a déjà piloté l'année précèdente pour le JMB Racing en American Le Mans Series et le Farnbcher Racing en Le Mans Series. L'équipage devrait rester le même pour les autres manche de l'American Le Mans Series. Mika Salo devrait rejoindre l'équipage de la Ferrari pour les 24 Heures du Mans.

Au mois de mars, Risi Competizione remporte les 12 Heures de Sebring pour la deuxième fois après le succès de 2007. Après être parti du fond de la grille, la Ferrari connait une course sans encombre qui lui permet de l'emporter devant l'une des Ferrari  F430 GTC de Advanced Engineering, avec vingt-deux tours d'avance.

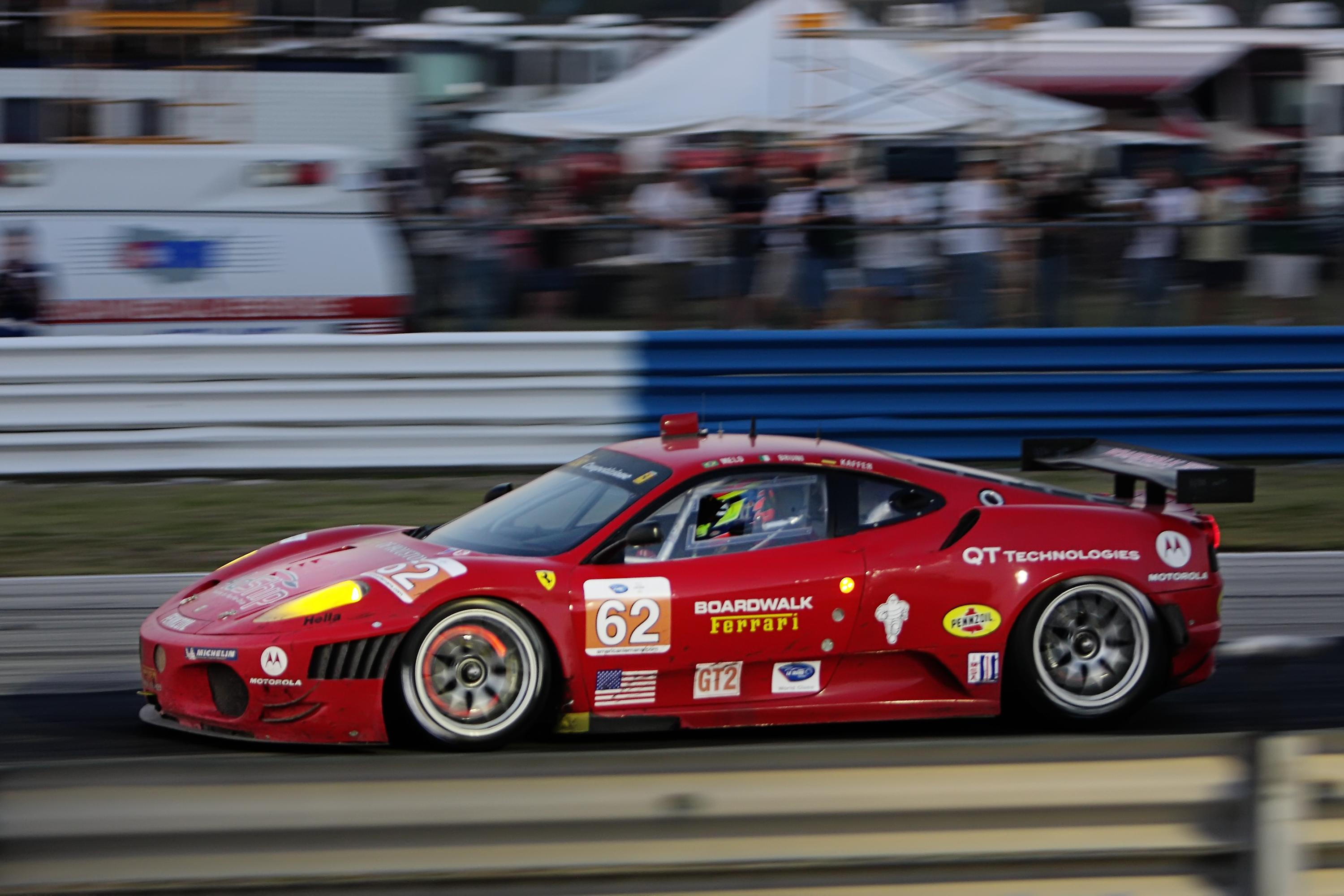
Ferrari F430 GTE

L'équipe obtient la consécration au niveau international en remportant la victoire aux 24 Heures du Mans en 2009 (Jaime Melo, Mika Salo et Pierre Kaffer). De 2007 à 2010, l'équipe Risi Competizione était, de fait, la voiture de pointe de Ferrari lors de la classique Mancelle et disposait donc de l'appui et des pilotes officiels GT du constructeur de Maranello.

#### Passage à la Ferrari 458 Italia GT2 (2011)
Risi Competizione engage, toujours en American Le Mans Series, la nouvelle Ferrari 458 Italia GT2, remplaçante de la F430 GTC. L'équipe se classe 5e du classement par équipes et 6e du classement pilotes en décrochant une victoire lors de la course de Road America avec les pilotes Jaime Melo et Toni Vilander.

#### Retour et dernière saison (2013)
Après une année d'absence, l'équipe américaine effectue son retour en American Le Mans Series en 2013, toujours en engageant une Ferrari 458 Italia GT2 mais cette fois avec les pilotes Olivier Beretta et Matteo Malucelli. Le duo remporte une victoire lors de la course de Virginia et se classe 8e du classement pilotes tandis que l'équipe termine à la 4e place du classement par équipes.

### Grand-American Rolex Sports Car Series (2000-2003)

#### Une saison dans la continuité (2000)
L'association Doyle-Risi Racing prend fin et Risi Competizione se dirige vers le Grand-American Rolex Sports Car Series où elle engage une Ferrari 333 SP pour l'intégralité de la saison 2000. Aux 24 Heures de Daytona, la Ferrari, pilotée par Alex Caffi, Allan McNish, Ralf Kelleners et Domenico Schiattarella, abandonne sur un problème de boîte de vitesses. Trois mois plus tard, à Phoenix, l'écurie obtient son premier podium de la saison avec Schiattarella et Kelleners. À Homestead, le duo de pilote ne peut faire mieux que neuvième du général. Sur le circuit de Lime Rock, l'écurie américaine obtient un nouveau podium, à la troisième place cette fois. Début juin, à Mid-Ohio, la Ferrari manque le podium pour dix seconde face à la Lola B2K/10 de Philip Creighton Motorsports. De retour à Daytona, pour les 250 miles, la Ferrari termine à nouveau troisième. À Road America, La Ferrari 333 SP emmenée par Domenico Schiattarella et Eric van de Poele, signe son meilleur résultat de la saison, avec une deuxième place. Au Grand Prix des Trois-Rivières, l'équipage composé de Kelleners et Schiattarella, ne peut faire mieux que cinquième. Aux 6 Heures de Watkins Glen, la Ferrari de Kelleners, Schiattarella et van de Poele, est contraint à l'abandon (incendie) après cent-dix-huit tours de piste,.

#### Participation aux 24 Heures de Daytona seulement (2001)
En 2001, Risi Competizione participe uniquement aux 24 Heures de Daytona. La Ferrari 333 SP pilotée par Ralf Kelleners, David Brabham, Allan McNish et Eric van de Poele abandonne après avoir parcouru 462 tours, sur problème moteur.

#### Association avec le Rand Racing et titre en catégorie SRPII (2002)
En 2002, l'écurie devient partenaire du Rand Racing et engage une Lola B2K/40 motorisé par Nissan pour l'intégralité de la saison. Toutefois, à Daytona, une Ferrari 333 SP est une nouvelle fois engagée, elle est pilotée par Eric van de Poele, David Brabham et Stefan Johansson. Mais comme en 2001, elle abandonne après 455 boucles (accident). La Lola B2K/40 no 8, pilotée par Anthony Lazzaro, Bill Rand, Terry Borcheller et Ralf Kelleners remporte la catégorie SRPII et se classe troisième du classement général. Début mars, à Miami, Lazzaro et Borcheller récidive avec une nouvelle victoire et une nouvelle troisième place au classement général.
Le reste de la saison est marqué par une forte domination de l'écurie ; victoire Au California Speedway pour Kelleners, Rand et Borcheller, à nouveau sur le podium du général. À Phoenix, l'équipage de la voiture no 8 connaît son premier abandon de la saison, tandis que celui de la no 7 (Franchitti et Jönsson) remporte la course dans la catégorie SRPII.
Elle remporte tout dans sa catégorie SRPII cette année-là : 10 victoires, 10 pole position et 10 meilleurs tours en 10 courses de Rolex Sports Car Series.

#### Deuxième à Daytona en GT (2003)
Toujours en 2003, l'équipe américaine a participé aux 24 Heures de Daytona du championnat Rolex Sports Car Series en se classant en 2e position avec la 360 Modena GT pilotée par Ralf Kelleners, Anthony Lazzaro et Johnny Mowlem.

### United SportsCar Championship (depuis 2014)

#### Une première année dans un championnat issu d'une fusion (2014)
Risi Competizione participe au nouveau championnat United SportsCar Championship issue de la fusion des championnats American Le Mans Series et Rolex Sports Car Series. L'équipe américaine engage une Ferrari 458 GT2 dans la catégorie GTLM. Le duo de pilotes Giancarlo Fisichella et Pierre Kaffer remportent 2 victoires lors des courses de Road America et Virginia. Risi Competizione termine 6e au classement par équipes.

#### Quatrième place finale (2015)
Risi Competizione est de nouveau présente dans le championnat United SportsCar Championship avec le duo de pilotes Fisichella-Kaffer. Lors de cette saison 2015, Risi Competizione n'a remporté aucune victoire dans la catégorie GTLM, se classant 4e du classement par équipes. Même résultat final pour le duo Fisichella-Kaffer : les pilotes Risi terminent 4e du classement pilotes.

#### Passage à la Ferrari 488 GTE (2016)
L'écurie de Houston a fait débuter en United SportsCar Championship la nouvelle arme du constructeur de Maranello : la Ferrari 488 GTE animée par un moteur V8 turbo. Les pilotes de Risi Competizione pour cette nouvelle saison sont Giancarlo Fisichella et Tony Vilander, deux pilotes officiels de Ferrari en GT. Le pilote finlandais Vilander revient donc disputer l'intégralité du championnat Nord Américain avec Risi Competizione, après 4 années passées à courir en Europe (GT1 World Championship et WEC) avec un titre de championnat du monde pilote LMGTE Pro décroché en 2014 et deux victoires dans la même catégorie aux 24 heures du Mans en 2012 et 2014.
Pour les 24 heures de Daytona, l'équipage de la Ferrari n° 62 est renforcé par la présence de Davide Rigon et Olivier Beretta, deux autres pilotes GT Ferrari. Risi Competizione se classe 6e des 24 heures de Daytona dans la catégorie GTLM à 13 tours de la Corvette victorieuse. L'année 2016 marque également le retour de Risi Competizione aux 24 Heures du Mans. L'équipe américaine fait en effet partie des 60 concurrents retenus pour participer à la classique Mancelle. La dernière apparition de Risi Competizione au Mans datait de l'édition 2010 et pour son retour l'écurie américaine se classe en 2e position de la catégorie LMGTE Pro. En fin de saison, Risi Competizione décroche sa première victoire de l'année dans le championnat United SportsCar Championship en s'imposant lors de la course du Petit Le Mans à Road Atlanta avec l'équipage composé par Giancarlo Fisichella, Toni Vilander et James Calado.

### Participations occasionnelles aux 24 Heures du Mans (depuis 1998)
En 2016, l'écurie termine deuxième de la catégorie LM GTE Pro avec la Ferrari 488 GTE. Elle participe à nouveau en 2017.

## Palmarès
- 24 Heures du Mans
  - Vainqueur de la catégorie LMP1 en 1998 (Doyle-Risi Racing)
  - Vainqueur de la catégorie GT2 en 2008, 2009

- IMSA GT
  - Vainqueur du classement écuries de la catégorie WSC en 1998 (Doyle-Risi Racing)
  - Vainqueur du classement général du Petit Le Mans en 1998 (Doyle-Risi Racing)

- Rolex Sports Car Series
  - Vainqueur du classement écuries et pilotes de la catégorie SRPII en 2002 (Rand Racing/Risi Competizione)
  - Vainqueur des 24 Heures de Daytona dans la catégorie SRPII en 2002 (Rand Racing/Risi Competizione)

- American Le Mans Series
  - Vainqueur du classement écuries de la catégorie GT2 en 2006 et 2007
  - Vainqueur du classement pilotes de la catégorie GT2 en 2007
  - Vainqueur des 12 Heures de Sebring dans la catégorie GT2 en 2007, 2009 et 2010
  - Vainqueur du Petit Le Mans dans la catégorie GT2 en 2008 et 2009
  - 20 victoires en catégorie GT2 (Ferrari 360 GT : 1 victoire; Ferrari F430 GT : 17 victoires; Ferrari 458 GT : 2 victoires)

- United SportsCar Championship
  - Vainqueur du Petit Le Mans dans la catégorie GTLM en 2016 et 2019
  - 3 victoires en catégorie GTLM (Ferrari 458 GT : 2 victoires ; Ferrari 488 GT : 1 victoire)

## Pilotes et anciens pilotes
- Olivier Beretta
- Gianmaria Bruni
- Mario Dominguez
- Giancarlo Fisichella
- Marino Franchitti
- Patrick Friesacher
- Marc Gené
- Eric Hélary
- Pierre Kaffer
- Anthony Lazzaro
- Matteo Malucelli
- Jaime Melo
- Johnny Mowlem
- Stéphane Ortelli
- Davide Rigon
- Mika Salo
- Fermín Vélez
- Toni Vilander